# Hybolasius wakefieldi
Hybolasius wakefieldi là một loài bọ cánh cứng trong họ Cerambycidae.